# Soñar no cuesta nada
Soñar no cuesta nada, est une telenovela américaine et vénézuélienne en 191 épisodes de 45 minutes créée par Verónica Suárez et diffusée à partir du 23 mai 2005 sur Univision aux États-Unis, puis sur Venevision au Venezuela. Elle a été filmée à Miami, Floride.

## Distribution
- Karyme Lozano : Emilia Olivares
- Cristián de la Fuente : Felipe Reyes Retana
- Laura Zapata : Roberta Pérez de Lizalde
- Mirella Mendoza : Monica Hernandez Rosas
- Olivia Collins : Estela Olivares Alvares
- Joemy Blanco : Lucy
- Ariel López Padilla : Jonás Reyes Retana
- Geraldine Bazán : Liliana Reyes Retana
- Víctor Cámara : Arturo Hernández
- Graciela Doring : Carlota Olivares Álvarez
- Andrés García Jr : Luis Betancourt Carmona
- Arap Bethke : Bobby
- María Alejandra Martín : Olivia Rosas de Hernández
- Rodrigo Mejía : Mauricio Lizalde
- Susan Vohn : Michelle Lizalde
- Tatiana Capote : Matilde Lizalde
- Orlando Fundichely : Ricardo Reyes Retana
- Omar Ávila : Javier Reyes Retana
- Carmen Daisy Rodríguez : Andrea Lizalde
- Jessica Cerezo : Jazmin
- Ivelin Giro : Renata
- Adrián Mas : Rodrigo
- Orlando Core : Abogado de Matilde
- Erika Flores : Rosa
- Michelle Jones : Enfermera Marisol
- Gonzalo García Vivanco : Abogado Raúl Rodríguez
- William Botero : Officier de police
- Rudy Pavon : Gustavo
- Carlos Cuervo : Jose
- Carlos Cruz : Docteur Zabaleta
- Nélida Ponce : Nana Dolores
- Mariana Huerdo : Carmela
- Julio Capote : Pedro
- Tania López : Mayte
- Hilda Luna : La Kikis
- Ilse Pappe : Maite
- Taniusha Capote : Lety
- Marina Vidal : Sarita
- Ximena Duque : Jenny
- Angie Russian : Patty
- Jorge Luis Pila : Ernesto Gomez
- Frank Guzmán : Enrique

## Diffusion internationale
- États-Unis : Univision
- Venezuela : Venevision
- Chili :  Mega
- Panama : TVN-2
- Paraguay : SNT
- Bulgarie : Diema Family
- Pologne : Zone Romantica
- Espagne : La 10 (Îles Canaries : RTVC)